# Mino Denti
Giacomo "Mino" Denti (Soncino, Província de Cremona, 5 de febrer de 1945) va ser un ciclista italià, que fou professional entre 1966 i 1970. Com amateur va guanyar dues medalles, una d'elles d'or, als Campionats del món en contrarellotge per equips. Com a professional destaca la victòria final al Giro del Vèneto de 1969.

## Palmarès
- 1965
  -  Campió del món en contrarellotge per equips (amb Luciano Dalla Bona, Pietro Guerra, Giuseppe Soldi)
  - 1r al Trofeu Alcide De Gasperi
- 1966
  - 1r al Tour de l'Avenir
- 1969
  - 1r al Giro del Vèneto

### Resultats al Tour de França
- 1968. 61è de la classificació general

### Resultats al Giro d'Itàlia
- 1967. 53è de la classificació general